# Кайзер Чийфс
Кайзер Чийфс (на английски: Kaiser Chiefs) е британска инди рок група, сформирана в Лийдс през 1996 година.
Състои се от главния вокалист Рики Уилсън, китариста Ендрю Уайт – Уайти, бас-китариста Саймън Рикс, кийбордиста Ник Бейнс – Пийнът и барабаниста Виджей Мистри. Барабанистът и един от текстописците Ник Ходжсън, който е сред основателите на групата, напуска в края на 2012 година.
Основните вдъхновения на групата са ню уейва и пънка от края на 70-те и 80-те години. Имат издадени четири студийни албума: Employment (2005), Yours Truly, Angry Mob (2007), Off With Their Heads (2008) и The Future Is Medieval (2011), както и EP-то Lap Of Honour (2005); компилацията Souvenir: The Singles 2004-2012 (2012) и многобройни сингли, включително песента хит номер едно „Ruby“.
Най-големи приходи и успех сред критиката им носи албумът Employment, от който са продадени над 3 милиона бройки. С него печелят три награди Брит, включително награда за Най-добра британска група, награда на Ню Мюзикъл Експрес за Най-добър албум, както и участие в борбата за Мъркюри Прайз.